# عبدالرحمان المصطفی
عبدالرحمان المصطفی (عربی: عبد الرحمن المصاطفة؛ ۲۶ مهٔ ۱۹۹۶) کاراته‌کا اهل اردن است.